# 朴住成
朴住成（박주성，1984年2月20日—），韩国足球运动员。曾入选韩国国家队，现效力于中超贵州人和足球俱乐部。